# Tiphys cooki
Tiphys cooki är en kvalsterart som beskrevs av Smith 1976. Tiphys cooki ingår i släktet Tiphys och familjen Pionidae. Inga underarter finns listade i Catalogue of Life.